# 134. domobranska pukovnija HV
134. domobranska pukovnija Hrvatske vojske osnovnana je kao 134. brigada ZNG-a. Riječ je o postrojbi koja je u Domovinskom ratu branila naselja biogradskoga i stankovačkoga kraja te sudjelovala u oslobađanju Ravnih kotara i Bukovice.
Postrojbu su ustrojili hrvatski branitelji koji su krenuli od seoskih straža i dragovoljačkih postrojbi na samom početku rata, 134 pukovnija nastala je od 134. brigade, 55. i 53. domobranske bojne.

## Ratni put
Sudjelovala je u obrani 12 kilometara Jadranske magistrale. S Petrima, Kakme, Lišana Tinjskih taj se prostor nadzirao neprijateljskom topnčkom paljbom. 
Položaji koji su uspostavljeni 1991. ostali su do kraja Domovinskog rata. Njihov doprinos bio je u operaciji Oluja zauzimanjem Gradine ponad sela Vukšić prvog dana operacije i oslobađanjem Benkovca i okolnih naselja drugog dana operacije na smjeru djelovanja pukovnije.